# La Playa de Belén
La Playa de Belén es un municipio en la subregión de occidente del departamento de Norte de Santander, Colombia. Se encuentra en el noreste colombiano sobre la cordillera oriental de los Andes a 1450 m s. n. m..
Es Bien de Interés Cultural de Carácter Nacional, Monumento Nacional de Colombia, declarado así el 6 de mayo de 2005.
Hace parte de la Red de pueblos patrimonio de Colombia. El gentilicio es el término "Playero", por tradición; también pueden utilizarse los gentilicios Playente y Playense.
Clima: La región cuenta con un agradable clima, una temperatura Promedio de 20 °C.

## Toponimia
Se tiene por fuente más fiable que el día en que se bendijo la capilla dedicada a San José en 1862, según el historiador Justiniano J. Páez, en sus "Noticias históricas de la ciudad y provincia de Ocaña", en momentos de este acto solemne se le dio al caserío el nombre de La Playa de Belén.

## División Político-Administrativa
Además de su Cabecera municipal. La Playa de Belén tiene bajo su jurisdicción los siguientes Centros poblados:
- Aspásica
- La Vega de San Antonio

## Lugares de Interés Turístico
El municipio de la Playa de Belén ofrece varios atractivos turísticos, dentro de los que se destacan: EL casco urbano, el Área natural Única Los Estoraques, Los Pinos, Mirador Turístico Tavolandia, Finca Hotel Casa Real, Parque natural Yaragua, los Aposentos, Los claro mirador campestre.

## Urbanismo

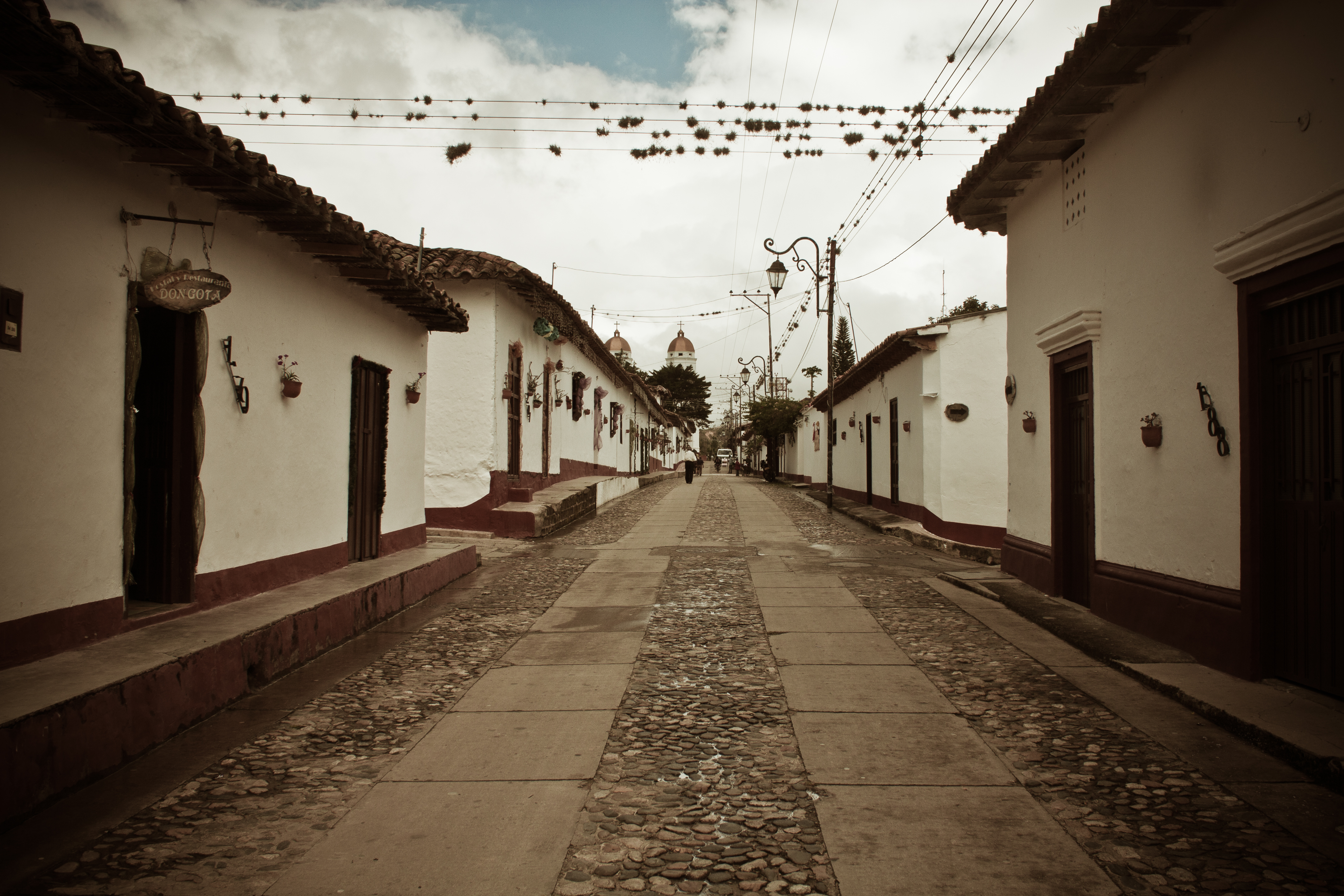
Fachada característica

Destaca en el municipio la arquitectura colonial, aunque los orígenes del pueblo son posteriores. Se han desarrollado en él obras con el objetivo de restaurar el empedrado de las calles y volver a su estado original. En 1995 fue nombrado Municipio más bonito de Norte de Santander.

## Bien de Interés Cultural de Colombia
El casco urbano de la Playa de Belén fue declarado Patrimonio Nacional por el Ministerio de Cultura en 2005. El reconocimiento obedeció a la remarcada preservación del estilo colonial que caracteriza al municipio. Sus casas y demás edificaciones están construidas todas con el estilo colonial pese a que no fueron levantadas durante esa época. Además el municipio determinó que todas las fachadas de las viviendas deben ser del mismo color, blanco en los muros, puertas de color marrón y zócalo rojo; cualquier construcción nueva debe cumplir los parámetros establecidos para mantener la armonía del conjunto arquitectónico.
Igualmente el Ministerio destacó como otra de las razones del reconocimiento, la ubicación del municipio, al lado y lado de los Estoraques, figuras naturales que no solo resaltan por su gran tamaño sino por su inusual forma, esculpida durante años por la erosión, y que además han servido de inspiración para artistas del pasado y del presente.

## Economía
Los habitantes de La Playa de Belén laboran principalmente a través de microempresas familiares, negocios personales y en entidades de salud y gubernamentales dentro de la cabecera municipal.
En el área rural la principal actividad económica es la agricultura, sin embargo también existen opciones con criaderos de peces, cerdos, gallinas ponedoras y pollos de engorde, son corrientes en esta región los cultivos de cebolla roja, tomate chonto, fríjol rojo (o Zaragoza), pepino, pimentón, tabaco, ajito pito, yuca, remolacha, plátano, ahuyama.
El municipio como Bien de Interés Cultural Monumento Nacional y la afluencia de visitantes interesados en conocer el Área Natural Única Los Estoraques tienen también una participación en el sector turístico.
La Asociación de Apicultores de La Playa de Belén ASOAPICAM se encuentra legalmente constituida y reconocida. Existen varios proyectos para la creación de otro tipo de asociaciones para sectores como el avícola y agrícola.

## Historia
Según algunos autores como Miguel Marciales poblaciones como La Palma, como Aspasica y La Playa de Belén, en la Geografía Histórica de Norte de Santander, surge por un movimiento de redistribución de antiguas encomiendas, que adquirieron la categoría de aldeas, con párroco y migración de blancos, a través de la vía por Ocaña.
La Playa de Belén tiene por fecha de fundación el 4 de diciembre de 1862 y tuvo por fundadores: Doña María Claro de Sanguino, Jesús Rueda, Tiburcio Álvarez y Juan Esteban Vega. La señora María Claro de Sanguino construyó la primera casa en 1857, razón por la cual se considera que ella y los señores Vega, Álvarez y Rueda fueron los primeros pobladores o fundadores.
Las parcialidades indígenas, agrupadas en el territorio que hoy conforma el Municipio, se conocieron con los nombres de patatoques, aratoques, aspasicas, borras, curasicas y peritamas.
El cacique más importante fue Patatoque, cuya parcialidad tenía como vecinos a los indios oropomas y a los erobukos, y obedecía como éstos al cacique Bucurama, asentado en las serranías de Capitanlargo, de la comprensión de La Cruz, actual municipio de Abrego. En lengua muisca, Patatoque significa Cacique o Señor de la labranza y el río. No quedan vestigios de su cultura. Un informe, rendido al Centro de Historia de Ocaña, sobre una excursión arqueológica efectuada el 18 de junio de 1936.
Cabe resaltar que el año 1857, fue de cambios muy seguidos, que pudo haber ocasionado muchas dificultades, precisamente en 1857 la Provincia de Ocaña fue eliminada el día 14 de febrero y sus terrenos agregados a la Provincia de Mompós, sin embargo luego se presentó la creación del Estado de Santander y el día 15 de junio del mismo año, dejó de ser territorio momposino y la antes Provincia de Ocaña pasó a ser agregada al recién creado Estado soberano de Santander.
En el paraje de Llano Alto, donde construyó la primera casa doña María Claro de Sanguino, se inició en 1857 la fundación del municipio de La Playa de Belén. En este año, con motivo de la visita pastoral del obispo dominico Fray Bernabé Rojas al sitio de "Patatoque", los señores Jesús Rueda, Tiburcio Álvarez y Juan Esteban Vega, obtuvieron licencia del prelado para construir una capilla dedicada a San José, una vez obtenidos los resultados para el día el 4 de diciembre de 1862, el reverendo padre misionero Fray Milán la bendijo.
Para el 15 de septiembre de 1913, mediante el Acuerdo No 3, el caserío de La Playa pasa a ser corregimiento, y por la Ordenanza n.º 3 del 20 de marzo de 1930 se trasladó de manera definitiva la cabecera municipal de Aspasica al corregimiento de La Playa de Belén y el corregimiento cambia de nombre temporalmente al de Aspasica. Sin embargo por gestiones administrativas el diputado Carlos Daniel Luna Manzano obtiene la aprobación de Ordenanza n.º 16, del 10 de abril de 1934, mediante la cual se cambia el nombre del municipio de Aspasica por el de La Playa de Belén. Dice el artículo 7, de la mencionada ordenanza, "El Municipio de Aspasica se denominará en lo sucesivo Municipio de La Playa de Belén". EL nombre de Aspasica pasó a identificar el actual corregimiento ubicado a 13 kilómetros de la población.

## Festividades
- Semana Santa: Esta semana se celebra con el fervor y la devoción de todos los pueblos cristianos del departamento, donde se integran los jóvenes y los niños a todas las actividades desarrolladas como lo es la celebración de la santa misa, las procesiones por las calles del pueblo con el acompañamiento de los nazarenos, la banda municipal y la comunidad en general.
- Fiesta de la Virgen del Carmen: Es una actividad organizada por los conductores, en honor a la virgen del Carmen y se celebra el 16 de julio, la celebración incluye la santa misa, caravana de vehículos, juegos pirotécnicos y música.
- Fiestas patronales: Se celebran el 24 de septiembre, en honor a su patrona, la virgen de las Mercedes.
- Media Maratón La Playa de Belén: Es una carrera atlética que se inicia en el cruce de La Playa - Ábrego, hasta la cabecera municipal, allí participan diferentes categorías. Se celebra en el mes de diciembre.
- Fiesta de San Antonio de Padua: El 13 de junio se celebra la fiesta en el corregimiento de La Vega de San Antonio, en honor a San Antonio de Padua, patrono del corregimiento.
- Fiesta de Santa Catalina de Alejandría: En el corregimiento de Aspasica se celebra el 25 de noviembre la fiesta en honor a la patrona del corregimiento.
- Fundación de La Playa: El 4 de diciembre se celebra la creación del municipio de La Playa de Belén; en el año 2012 cumplió sus 150 años de historia, lo estuvo a cargo del alcalde Volmar Ovallos Ascanio, donde hubo varias condecoraciones y reconocimientos a personalidades que tienen relación con este bello pueblo.
- Fiestas navideñas: El 7 de diciembre toda la población se reúne para engalanar el pueblo de La Playa con luces, faroles y velitas y da la bienvenida a diciembre.
- El Festival del Retorno: Es celebrado del 27 al 30 de diciembre, donde se realizan actos religiosos y culturales. En este evento los hijos de esta tierra que algún a vez han partido, regresan para expresar con múltiples manifestaciones el amor que le profesan a esta patria chica.

## Cultura
La mayor parte de actividades deportivas y culturales dependen de entidades de la alcaldía municipal e instituciones descentralizadas.
Predomina en su gran mayoría la religión católica, la música es pan de cada día. Los playeros son dueños de una innata habilidad para interpretar toda clase de instrumentos, especialmente el tiple y la guitarra.
- Casa de la cultura "Jesús Alonso Velásquez Claro" y Biblioteca municipal:[14] En cabeza del promotor de cultura, es la encargada del manejo de la biblioteca municipal, emisora y actividades culturales que se realizan en el municipio.
- FUNDAPAC: Dirigida por su fundador, el padre Ismael Arévalo. Se encarga de realizar actividades recreativas, dirigidas a personas de la tercera edad.[15]
- Colegio Fray José María Arévalo: Como principal centro educativo del municipio y con apoyo de los colegios de Aspasica y La Vega de San Antonio y las escuelas rurales, el COLFRAYJOMA realiza actividades educativas, culturales y deportivas y mantiene constante interrelación con la comunidad. Los principales eventos se dan en la celebración de fundación del colegio, festival folclórico y celebración de fechas especiales.

### Música
Existen en el municipio diversas bandas musicales como son:
- Banda municipal La merced: Creada en 1942, por iniciativa de Francisco Arévalo.
- Banda municipal La gualicera
- Banda municipal Patatoque: Reglamentada y creada por el decreto N.º 055 del 24 de septiembre de 1991.[16] Es en la actualidad la banda municipal de la Playa de Belén y está bajo la dirección de Jesús Jaime.
- Luis Eduardo León Velásquez: Conocido como Luchito "El León del Vallenato".

## Gastronomía
La comida típica está referida a sancochos de gallina; arepa sin sal, acompañada con queso calentano (costeño); queso criollo, pescado bocachico, huevos revueltos o mantequilla. Los fríjoles con plátano picado y rullas; los pasteles (tamales), también hacen parte de la dieta cotidiana, como platos típicos podemos encontrar:
- El Masato: bebida fermentada preparada con arroz, levadura, clavos y azúcar
- Mute: sopa de maíz espesa con garbanzos, costilla de cerdo, papa, pata de res, frijol y otras especias de la región
- Sopa de ruyas: plato a base de maíz en donde se le agregan ingredientes como ahuyama, frijoles, costilla de res, berenjena, alverjas, cilantro, comino, ajo, habas y papa. La receta es muy deliciosa y antigua. Aunque es probable que los ingredientes puedan variar, es un plato muy delicioso que no debes dejar de probar.
- Arepa: es un plato basado en maíz, su origen es indígena pero por región presenta variaciones en su preparación.
- Brevas en almíbar: se trata de un alimento dulce con brevas cosechadas en la región.
- Helado de yuca: Por su nombre sabemos que es un helado (ice cream), solo que tiene también como ingrediente la yuca.

Es muy frecuente encontrar que las personas pidan en adiciones como posibles opciones para un almuerzo: el aguacate, el ají, cebollitas ocañeras (cebollas rojas pequeñas preparadas en vinagre), una porción de arroz y maduro.

## Servicios públicos
El centro de salud del municipio es el hospital Isabel Celis Yáñez, que tiene servicio de laboratorio clínico, ambulancia, servicio de Urgencias

## Deportes
- Comité deportivo municipal: Promueve, organiza y realiza campeonatos de fútbol, microfútbol, baloncesto, billar. Caminatas ecológicas y recreativas, entre otras.
- Travesía Atlética Ocaña - La Playa es el principal evento deportivo del municipio y está catalogado como uno de los más importantes del Nororiente Colombiano.[cita requerida] Se realiza en el mes de noviembre y tiene un trayecto de 27 kilómetros para la categoría Élite y Máster masculino. 10 kilómetros Élite femenino. 8 kilómetros juveniles y 5 kilómetros infantiles.

## Vías de comunicación terrestre
El municipio tiene la posibilidad de conexión más frecuente por medio transporte tradicional con las siguientes poblaciones:
- Ocaña (40 minutos)
- Ábrego (35 minutos)
- Hacarí (1 hora)